# Jaap Schrieke
Jacobus Johannes (Jaap) Schrieke (Pijnacker, 19 oktober 1884 – Ede, 15 april 1976) was secretaris-generaal van het departement van Justitie tijdens de Duitse bezetting van Nederland.

## Loopbaan
Schrieke studeerde rechtswetenschappen en Indisch recht in Leiden. In 1909 promoveerde hij tot doctor in de rechtswetenschappen. In 1909 kreeg hij de functie van substituut-griffier bij de raad van justitie in Batavia in Nederlands-Indië. Hij had een succesvolle bestuursloopbaan, maar liep in 1933 het vicevoorzitterschap van de Raad voor Nederlands-Indië mis.
Sinds 1935 was Schrieke buitengewoon hoogleraar staats- en administratief recht voor Nederlands-Indië, Suriname en Curaçao, wederom in Leiden.
Tijdens de bezetting bleef het Nederlandse openbaar bestuur in functie. De waarnemend secretaris-generaal van Justitie, mr. Jan Coenraad Tenkink, nam in maart 1941 zijn ontslag. Friedrich Wimmer, de Generalkommissar für Verwaltung und Justiz, benaderde Schrieke als opvolger van Tenkink. Op 1 juli 1941 werd Schrieke benoemd tot secretaris-generaal van Justitie. Van 1942 tot 5 mei 1945 was hij waarnemend secretaris-generaal ministerie van Algemene Zaken en van 1 maart 1943 tot 5 mei 1945 waarnemend directeur-generaal voor Politie.
Op verzoek van de Duitse overheid stelde hij lijsten op van alle Joodse gedetineerden in de Nederlandse gestichten. Schrieke wilde dat het Nederlands bestuursapparaat zonder politieke inmenging zou functioneren, hij verbood daarom NSB-propaganda op het departement. De eed van trouw aan Mussert legde hij niet af.

## Veroordeling
Na de oorlog werd Schrieke ter dood veroordeeld. Dit vonnis werd later omgezet in een gevangenisstraf van twintig jaar. Hij werd op 15 oktober 1955 om medische redenen vervroegd in vrijheid gesteld. Schrieke stierf in 1976.

## Familie
- Jaap Schrieke was de broer van Indonesiëkenner Bep Schrieke, minister van Onderwijs in het kortstondige kabinet-Colijn V.

 Portaal: Fascisme en nationaalsocialisme in Nederland · Fascisme · Nationaalsocialisme
- Bibliothèque nationale de France: cb15509893x (data)
- Biografisch Portaal: 19567043
- Digitale Bibliotheek voor de Nederlandse Letteren: schr130
- Gemeinsame Normdatei: 11950636X
- International Standard Name Identifier: 0000 0000 1365 2172
- Nederlandse Thesaurus van Auteursnamen: 074513648
- Parlement.com: vgz32s6ryqyy
- Système universitaire de documentation: 15780660X
- Trove: 1302137
- Virtual International Authority File: 29837566
- WorldCat: E39PBJvXhwtpmpb4mrXt444cyd